# 레지던트 이블: 파멸의 날
《레지던트 이블: 파멸의 날》(Resident Evil: The Final Chapter 레지던트 이블: 더 파이널 챕터[*])은 2017년 개봉한 액션 공포 영화이다. 《레지던트 이블 5: 최후의 심판》(2012)의 속편이며 레지던트 이블 영화 시리즈 여섯 번째 작품이자 오리지널 레지던트 이블 영화 시리즈 완결편이다. 폴 W. S. 앤더슨이 각본을 쓰고 연출하였으며, 밀라 요보비치, 이언 글렌, 앨리 라터, 숀 로버츠, 오언 매컨, 루비 로즈, 윌리엄 레비 등이 출연하였다.
2021년 리부트 《레지던트 이블: 라쿤시티》가 공개되었다.

## 줄거리
엄브렐라 코퍼레이션의 설립자 제임스 마커스는 딸 얼리샤의 소아조로증을 치료하기 위해 동료 찰스 애시퍼드가 개발한 미완성 T-바이러스를 사용한다. 이 바이러스를 맞은 아이 중 하나가 좀비가 되자 마커스는 프로젝트를 중단시킨다. 동료 알렉산더 아이작스는 앨버트 웨스커를 시켜 마커스를 살해하고 얼리샤를 입양해 엄브렐라를 장악한다.
시간이 흘러 현재, 앨리스는 웨스커에게 배신을 당한 후 폐허가 된 백악관에서 깨어난다. 레드 퀸은 앨리스에게 48시간 안에 라쿤시티 지하의 하이브 시설에 침투하는 임무를 부여한다. 엄브렐라는 좀비를 모두 죽일 수 있는 공중 살포형 항바이러스를 가지고 있지만 마지막 남은 인간들이 전멸할 때까지 기다리고 있다. 앨리스는 체내에 바이러스가 있어 임무 후 생존을 기대하지 않는다.
이동 중 앨리스는 아이작스에게 붙잡힌다. 일전에 앨리스가 죽였던 아이작스는 복제 인간이었던 것이다. 탈출한 앨리스는 라쿤시티에 도착해 생존자 그룹(독, 애비게일, 크리스천, 코발트, 레이저, 클레어 레드필드)과 합류한다. 아이작스의 부대와 좀비 떼의 공격을 막아낸 후 앨리스 일행은 하이브에 진입한다. 그곳에서 웨스커는 돌연변이 경비견을 풀어 생존자들을 공격한다. 레드 퀸은 앨리스에게 엄브렐라가 창세기에 나와있는대로 인류를 제거하고 지구를 정화하기 위해 T-바이러스를 작정하고 뿌렸으며 소수 부유층만이 냉동 캡슐에서 깨어나 세상을 재건할 계획이라고 폭로하고, 자신은 엄브렐라에 고용된 사람은 해치지 못하게 고안돼있다며 앨리스에게 인류 구원을 대신 부탁한다. 또한 앨리스의 그룹 내부에 엄브렐라 스파이가 있음을 경고한다.
여러 함정으로 인해 생존자들이 죽어나가고, 앨리스와 동료들은 하이브 곳곳에 폭탄을 설치한다. 아이작스와 마주한 순간 스파이가 독으로 밝혀진다. 엄브렐라의 공동 소유주 얼리샤 마커스가 냉동 캡슐에서 깨어나고, 아이작스와 레드 퀸은 앨리스가 얼리샤의 소아조로증을 제거한 복제 인간임을 밝힌다. 레드 퀸 역시 얼리샤의 어린 시절 이미지를 바탕으로 만들어진 존재였다.
아이작스는 두 사람을 제거하고 엄브렐라를 차지하려 하지만 얼리샤는 웨스커를 해고해 레드 퀸의 보호 프로그램을 종료시킨다. 앨리스는 부상을 당해 꼼짝 못하는 웨스커에게 폭탄을 작동시키는 데드맨 스위치를 손에 쥐어준다. 독이 앨리스를 쏘려 하지만 앨리스가 미리 배신을 눈치채고 총알을 빼둔 상태였고, 클레어가 독을 처치한다. 아이작스는 대결 중 앨리스에게 항바이러스를 빼앗기자 이를 회수하려고 하지만 복제된 아이작스가 나타나고, 복제 아이작스는 진짜 아이작스를 보자 그를 부정하며 죽인 뒤 언데드들에게 잡아먹힌다.
앨리스는 자신의 죽음조차 각오하고 T-바이러스에 걸렸던 사람들을 다 죽이는 항바이러스를 살포한다. 웨스커는 결국 손에서 데드맨 스위치를 떨어뜨리고, 폭탄이 터지면서 웨스커 본인은 물론 얼리샤, 동면 중인 엄브렐라 고위 간부들이 사망하고 하이브 시설이 모두 파괴된다.
다행히 항바이러스는 앨리스의 체내 T-바이러스만 없애고, 앨리스는 생존한다. 레드 퀸은 앨리스에게 얼리샤의 기억을 주입해 어린 시절을 선물한다. 항바이러스는 바람을 타고 전 세계로 퍼져나가지만 시간이 걸리기에 앨리스는 바이러스가 완전히 제거될 때까지 계속 싸울 것을 다짐한다.

## 출연
- 밀라 요보비치 - 앨리스와 앨리스의 복제 인간들 역
- 이언 글렌 - 알렉산더 아이작스 박사 역
- 앨리 라터 - 클레어 레드필드 역
- 숀 로버츠 - 앨버트 웨스커 역
- 오언 매컨 - 독 역
- 프레이저 제임스 - 레이저 역
- 루비 로즈 - 애비게일 역
- 윌리엄 레비 - 크리스천 역
- 로라 - 코발트 역
- 에버 앤더슨 - 레드 퀸 / 얼리샤 마커스 역
- 이준기[3] - 추 지휘관 역: 웨스커의 부관.
- 조지프 메이 - 블루 박사 역 (과거 촬영분)
- 리 러비브 - 학생 역
- 비안 싱글턴 - 학생 역
- 케빈 오토 - 선생님 역
- 셔본 호지슨 - 수척한 여자 역
- 데일 잭슨 - 커맨더 27 역
- 밀턴 쇼어 - 마른 남자 역
- 매슈 산토로 - 좀비 역 (크레디트 미기재)
- 폴 햄프셔 - 수송 기병 역 (크레디트 미기재)
- 데이비드 스미스 - 히어로 좀비 역 (크레디트 미기재)

## 기타 제작진
- 라인 제작: 저닌 밴애슨

## 같이 보기
- 비디오 게임을 원작으로 한 영화 목록